# Drużynowe Mistrzostwa Polski na Żużlu 2017

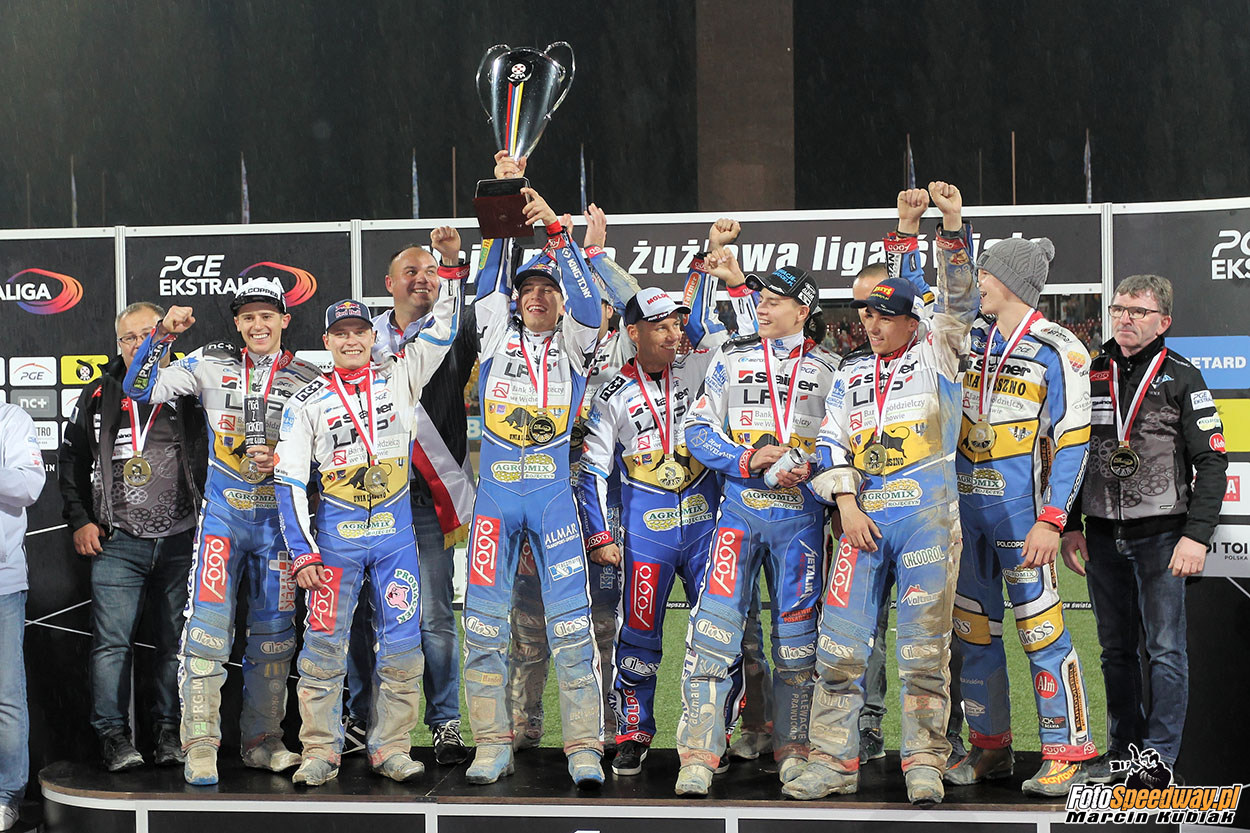
Drużynowy mitrz Polski w sezonie 2017 Fogo Unia Leszno

Drużynowe Mistrzostwa Polski na Żużlu 2017 – 70. edycja Drużynowych Mistrzostw Polski, organizowanych przez Polski Związek Motorowy.

## PGE Ekstraliga
| Speedway Ekstraliga 2017 | Speedway Ekstraliga 2017                             |
| ------------------------ | ---------------------------------------------------- |
|                          | Fogo Unia Leszno Drużynowy Mistrz Polski (15. tytuł) |
|                          | Betard Sparta Wrocław                                |
|                          | Cash Broker Stal Gorzów Wielkopolski                 |
| 4.                       | Ekantor.pl Falubaz Zielona Góra                      |
| 5.                       | Włókniarz Vitroszlif CrossFit Częstochowa            |
| 6.                       | MrGarden GKM Grudziądz                               |
| 7.                       | Get Well Toruń                                       |
| 8.                       | ROW Rybnik Spadek do 1. Ligi żużlowej                |

## Nice 1. Liga Żużlowa

### Runda zasadnicza

#### Terminarz
| [ 1 ] | TAR   | DYN   | ŁÓD   | RZE   | PIŁ   | GDA   | KRA   | BYD   |
| ----- | ----- | ----- | ----- | ----- | ----- | ----- | ----- | ----- |
| TAR   |       | 61:29 | 48:41 | 62:28 | 60:30 | 53:37 | 61:29 | 59:31 |
| DYN   | 39:51 |       | 51:39 | 56:34 | 58:32 | 50:28 | 58:31 | 54:36 |
| ŁÓD   | 42:47 | 45:45 |       | 53:37 | 57:33 | 30:30 | 50:40 | 52:32 |
| RZE   | 37:53 | 52:37 | 41:49 |       | 42:47 | 47:42 | 53:37 | 52:38 |
| PIŁ   | 39:51 | 48:40 | 51:39 | 47:43 |       | 44:46 | 46:43 | 31:17 |
| GDA   | 32:28 | 52:38 | 45:45 | 63:27 | 49:41 |       | 43:47 | 57:32 |
| KRA   | 46:44 | 49:41 | 48:42 | 52:38 | 38:51 | 37:53 |       | 51:39 |
| BYD   | 40:50 | 45:45 | 32:51 | 46:44 | 37:53 | 41:49 | 25:35 |       |

#### Tabela ligowa
| Msc | Drużyna                    | M. | Z. | R. | P. | Pkt | Bon | Razem | +/–  |
| --- | -------------------------- | -- | -- | -- | -- | --- | --- | ----- | ---- |
| 1   | Grupa Azoty Unia Tarnów    | 14 | 12 | 0  | 2  | 24  | 7   | 31    | +228 |
| 2   | Zdunek Wybrzeże Gdańsk     | 14 | 8  | 2  | 4  | 18  | 4   | 22    | +66  |
| 3   | SK Lokomotīve Dyneburg     | 14 | 6  | 2  | 6  | 14  | 6   | 20    | +38  |
| 4   | Orzeł Łódź                 | 14 | 6  | 3  | 5  | 15  | 4   | 19    | +55  |
| 5   | Euro Finannce Polonia Piła | 14 | 8  | 0  | 6  | 16  | 3   | 19    | -27  |
| 6   | Arge Speedway Wanda        | 14 | 7  | 0  | 7  | 14  | 1   | 15    | -61  |
| 7   | Stal Rzeszów               | 14 | 4  | 0  | 10 | 8   | 2   | 10    | -107 |
| 8   | Polonia Bydgoszcz          | 14 | 1  | 1  | 12 | 3   | 0   | 3     | -192 |

M. – liczba meczów, Z. – liczba zwycięstw, R. – liczba remisów, P. – liczba porażek,
Pkt. – liczba punktów, Bon. – liczba bonusów, Razem – suma Pkt. i Bon.,
+/– – różnica między zdobytymi i straconymi punktami biegowymi.

### Play-Off

#### Półfinały
| Data             | Gospodarz               | Wynik | Gość                    | Uwagi                              |
| ---------------- | ----------------------- | ----- | ----------------------- | ---------------------------------- |
| 20 sierpnia 2017 | Orzeł Łódź              | 45:45 | Grupa Azoty Unia Tarnów |                                    |
| 20 sierpnia 2017 | SK Lokomotīve Dyneburg  | 46:44 | Zdunek Wybrzeże Gdańsk  |                                    |
| 3 września 2017  | Zdunek Wybrzeże Gdańsk  | 54:36 | SK Lokomotīve Dyneburg  | Wynik dwumeczu – 98:82 dla Gdańska |
| 4 września 2017  | Grupa Azoty Unia Tarnów | 49:41 | Orzeł Łódź              | Wynik dwumeczu – 94:86 dla Tarnowa |

#### Finał
| Data             | Gospodarz               | Wynik | Gość                     | Uwagi                              |
| ---------------- | ----------------------- | ----- | ------------------------ | ---------------------------------- |
| 10 września 2017 | Zdunek Wybrzeże Gdańsk  | 40:32 | Grupa Azoty Unia Tarnów. |                                    |
| 24 września 2017 | Grupa Azoty Unia Tarnów | 50:40 | Zdunek Wybrzeże Gdańsk   | Wynik dwumeczu – 82:80 dla Tarnowa |

### Baraż o Nice Polską Ligę Żużlową
| Data                | Gospodarz              | Wynik | Gość                   | Uwagi                              |
| ------------------- | ---------------------- | ----- | ---------------------- | ---------------------------------- |
| 1 października 2017 | Stal Rzeszów           | 38:52 | Speed Car Motor Lublin |                                    |
| 8 października 2017 | Speed Car Motor Lublin | 47:25 | Stal Rzeszów           | Wynik dwumeczu – 99:63 dla Lublina |

#### Tabela końcowa
| Msc | Drużyna                    | M. | Z. | R. | P. | Pkt | Bon | Razem | +/–  |
| --- | -------------------------- | -- | -- | -- | -- | --- | --- | ----- | ---- |
| 1   | Grupa Azoty Unia Tarnów    | 18 | 14 | 1  | 3  | 29  | 9   | 38    | +238 |
| 2   | Zdunek Wybrzeże Gdańsk     | 18 | 10 | 2  | 6  | 22  | 5   | 27    | +80  |
| 3   | SK Lokomotīve Dyneburg     | 16 | 7  | 2  | 7  | 16  | 6   | 22    | +22  |
| 4   | Orzeł Łódź                 | 16 | 6  | 4  | 6  | 16  | 4   | 20    | +47  |
| 5   | Euro Finannce Polonia Piła | 14 | 8  | 0  | 6  | 16  | 3   | 19    | -27  |
| 6   | Arge Speedway Wanda        | 14 | 7  | 0  | 7  | 14  | 1   | 15    | -61  |
| 7   | Stal Rzeszów               | 16 | 4  | 0  | 12 | 8   | 2   | 10    | -143 |
| 8   | Polonia Bydgoszcz          | 14 | 1  | 1  | 12 | 3   | 0   | 3     | -192 |

M. – liczba meczów, Z. – liczba zwycięstw, R. – liczba remisów, P. – liczba porażek,
Pkt. – liczba punktów, Bon. – liczba bonusów, Razem – suma Pkt. i Bon.,
+/– – różnica między zdobytymi i straconymi punktami biegowymi.

### Statystyki Nice Polska Liga Żużlowa – TOP 5
| Msc. | Żużlowiec           | Wiek | M. | B. | Pkt. | Bon. | Razem | Śr. bieg. | KSM |
| ---- | ------------------- | ---- | -- | -- | ---- | ---- | ----- | --------- | --- |
| 1    | Mateusz Szczepaniak | 30   | 14 | 72 | 165  | 5    | 170   | 2,361     | –   |
| 2    | Kenneth Bjerre      | 33   | 18 | 81 | 186  | 4    | 190   | 2,346     | –   |
| 3    | Norbert Kościuch    | 33   | 14 | 71 | 149  | 14   | 163   | 2,296     | –   |
| 4    | Anders Thomsen      | 23   | 16 | 74 | 154  | 13   | 167   | 2,257     | –   |
| 5    | Mikkel Michelsen    | 23   | 9  | 40 | 79   | 11   | 90    | 2,250     | –   |

Wiek według roku urodzenia. Żużlowcy do 21 lat - młodzieżowcy (inaczej juniorzy),
M. - liczba meczów, B. - liczba biegów, Pkt. - liczba punktów, Bon. - liczba bonusów,
Razem - suma Pkt. i Bon., Śr. bieg. - iloraz Razem przez B., KSM - iloczyn Śr. bieg. bez Bon. razy 4,
Msc. - miejsce na liście klasyfikacyjnej, nsk - żużlowiec niesklasyfikowany

## 2. Liga Żużlowa

### Runda zasadnicza

#### Terminarz
| [ 2 ] | KRO   | OPO   | RAW   | GNI   | POZ   | LUB   | OST   |
| ----- | ----- | ----- | ----- | ----- | ----- | ----- | ----- |
| KRO   |       | 48:42 | 56:34 | 45:45 | 44:46 | 43:46 | 30:48 |
| OPO   | 44:45 |       | 63:27 | 37:53 | 55:34 | 40:49 | 44:46 |
| RAW   | 42:48 | 42:48 |       | 32:58 | 50:40 | 39:51 | 39:51 |
| GNI   | 62:22 | 53:37 | 66:24 |       | 56:34 | 57:33 | 57:33 |
| POZ   | 49:41 | 47:43 | 52:38 | 42:48 |       | 39:50 | 47:43 |
| LUB   | 52:38 | 63:27 | 54:36 | 46:44 | 58:32 |       | 54:35 |
| OST   | 50:40 | 52:38 | 59:31 | 46:44 | 54:36 | 49:41 |       |

### Tabela ligowa
| Msc | Drużyna                         | M. | Z. | R. | P. | Pkt | Bon | Razem | +/–  |
| --- | ------------------------------- | -- | -- | -- | -- | --- | --- | ----- | ---- |
| 1   | GTM Start Gniezno               | 12 | 9  | 1  | 2  | 19  | 6   | 25    | +218 |
| 2   | Speed Car Motor Lublin          | 12 | 10 | 0  | 2  | 20  | 5   | 25    | +118 |
| 3   | TŻ Ostrovia Ostrów Wielkopolski | 12 | 9  | 0  | 3  | 18  | 4   | 22    | +65  |
| 4   | Naturalna Medycyna PSŻ Poznań   | 12 | 5  | 0  | 7  | 10  | 2   | 12    | -82  |
| 5   | KSM Krosno                      | 12 | 4  | 1  | 7  | 9   | 2   | 11    | -66  |
| 6   | Stal-Met Kolejarz Opole         | 12 | 3  | 0  | 9  | 6   | 2   | 8     | -41  |
| 7   | Kolejarz Rawicz                 | 12 | 1  | 0  | 11 | 2   | 0   | 2     | -212 |

M. – liczba meczów, Z. – liczba zwycięstw, R. – liczba remisów, P. – liczba porażek,
Pkt. – liczba punktów, Bon. – liczba bonusów, Razem – suma Pkt. i Bon.,
+/– – różnica między zdobytymi i straconymi punktami biegowymi.

### Play-Off

#### Półfinały
| Data             | Gospodarz                       | Wynik | Gość                            | Uwagi                               |
| ---------------- | ------------------------------- | ----- | ------------------------------- | ----------------------------------- |
| 20 sierpnia 2017 | Naturalna Medycyna PSŻ Poznań   | 40:49 | GTM Start Gniezno               |                                     |
| 20 sierpnia 2017 | TŻ Ostrovia Ostrów Wielkopolski | 46:44 | Speed Car Motor Lublin          |                                     |
| 3 września 2017  | GTM Start Gniezno               | 57:33 | Naturalna Medycyna PSŻ Poznań   | Wynik dwumeczu – 106:73 dla Gniezna |
| 8 września 2017  | Speed Car Motor Lublin          | 47:43 | TŻ Ostrovia Ostrów Wielkopolski | Wynik dwumeczu – 91:89 dla Lublina  |

#### Finał
| Data             | Gospodarz              | Wynik | Gość                   | Uwagi                              |
| ---------------- | ---------------------- | ----- | ---------------------- | ---------------------------------- |
| 10 września 2017 | Speed Car Motor Lublin | 50:40 | GTM Start Gniezno      |                                    |
| 17 września 2017 | GTM Start Gniezno      | 53:36 | Speed Car Motor Lublin | Wynik dwumeczu – 93:86 dla Gniezna |

### Tabela końcowa
| Msc | Drużyna                         | M. | Z. | R. | P. | Pkt | Bon | Razem | +/–  |
| --- | ------------------------------- | -- | -- | -- | -- | --- | --- | ----- | ---- |
| 1   | GTM Start Gniezno               | 16 | 12 | 1  | 3  | 25  | 8   | 33    | +258 |
| 2   | Speed Car Motor Lublin          | 16 | 12 | 0  | 4  | 24  | 6   | 60    | +113 |
| 3   | TŻ Ostrovia Ostrów Wielkopolski | 14 | 10 | 0  | 4  | 20  | 4   | 24    | +63  |
| 4   | Naturalna Medycyna PSŻ Poznań   | 14 | 5  | 0  | 9  | 10  | 2   | 12    | -115 |
| 5   | KSM Krosno                      | 12 | 4  | 1  | 7  | 9   | 2   | 11    | -66  |
| 6   | Stal-Met Kolejarz Opole         | 12 | 3  | 0  | 9  | 6   | 2   | 8     | -41  |
| 7   | Kolejarz Rawicz                 | 12 | 1  | 0  | 11 | 2   | 0   | 2     | -212 |

M. – liczba meczów, Z. – liczba zwycięstw, R. – liczba remisów, P. – liczba porażek,
Pkt. – liczba punktów, Bon. – liczba bonusów, Razem – suma Pkt. i Bon.,
+/– – różnica między zdobytymi i straconymi punktami biegowymi.

### Statystyki Polska 2. Liga Żużlowa – TOP 5
| Msc. | Żużlowiec          | Wiek | M. | B. | Pkt. | Bon. | Razem | Śr. bieg. | KSM |
| ---- | ------------------ | ---- | -- | -- | ---- | ---- | ----- | --------- | --- |
| 1    | Denis Gizatullin   | 34   | 9  | 50 | 117  | 4    | 121   | 2,420     | –   |
| 2    | Sam Masters        | 26   | 7  | 34 | 79   | 3    | 82    | 2,412     | –   |
| 3    | Mirosław Jabłoński | 32   | 16 | 78 | 176  | 10   | 186   | 2,385     | –   |
| 4    | Marcin Nowak       | 22   | 16 | 75 | 157  | 20   | 177   | 2,360     | –   |
| 5    | Kevin Wölbert      | 28   | 10 | 55 | 121  | 5    | 126   | 2,291     |     |

Wiek według roku urodzenia. Żużlowcy do 21 lat - młodzieżowcy (inaczej juniorzy),
M. - liczba meczów, B. - liczba biegów, Pkt. - liczba punktów, Bon. - liczba bonusów,
Razem - suma Pkt. i Bon., Śr. bieg. - iloraz Razem przez B., KSM - iloczyn Śr. bieg. bez Bon. razy 4,
Msc. - miejsce na liście klasyfikacyjnej, nsk - żużlowiec niesklasyfikowany